# برونت كولمن
برونت كولمن هو اسم مستعار استخدمه الشاعر والكاتب فيليب لاركن (1922-1985). في عام 1943، قبل تخرجه في جامعة سانت جون في اوكسفورد، كتب العديد من كتب الخيال، والشعر والنقد مستخدما ذلك الاسم. وقد تبنى أسلوب المحاكاة الساخرة من الكتاب المشهورين الذين تكلموا عن خيال فتيات المدارس المعاصر، ولكن الإفراط في كتابه القصص ذات المحتوى الذي يتكلم عن المثليين ترجح أنها كتبت في المقام الأول لدغدغه الشباب البالغين.
تتألف أعمال كولمن من قصة قصيرة كاملة، وهى قصه مشكله في صفصاف الجاملونات، التي حدثت في مدرسة داخلية للبنات، تتمه غير كاملة، وهي مصطلحات ميكليماس في سانت برايدس، بدأها في كليه للبنات في اكسفورد، وسبع قصائد قصيره في ظل بيئه مدرسه للفتيات، وجزء من سيره شبه ذاتية، ومقال نقدى يزعم أنه اعتذار أدبي.